# Patton (Pennsylvania)
Patton è un comune (borough) degli Stati Uniti d'America, situato nello stato della Pennsylvania, nella contea di Cambria.
Patton è forse meglio conosciuto per un importante produttore locale, il Patton Clay Works. Le Clay Works erano una delle più grandi preoccupazioni di argilla e mattoni del mondo nella prima metà del 1900. L'azienda fabbricò prodotti in terracotta (tubi e tegole), mattoni da costruzione e finitrici (conosciuti come "Pavon Pavers") dal 1893 fino alla sua chiusura nel 1968. I mattoni fatti lì furono usati nella costruzione del Canale di Panama, e le finitrici furono usato intorno alla Torre Eiffel in Francia. I prodotti sono stati fatti da argilla scavata nella zona.
A causa della perdita delle Clay Works, la popolazione di Patton ha subito un forte calo. Nel 1960 aveva una popolazione di 2.880, per un totale di 1.658 nel 2016.